# Sphenotrochus
Genre
Sphenotrochus est un genre de coraux durs de la famille des Turbinoliidae.

## Liste d'espèces
Le genre Sphenotrochus comprend les espèces suivantes :
| Selon World Register of Marine Species (22 juillet 2015) : - sous-genre Sphenotrochus (Eusthenotrochus) Wells, 1935 - Sphenotrochus auritus Pourtalès, 1874 - Sphenotrochus gilchristi Gardiner, 1904 - sous-genre Sphenotrochus (Sphenotrochus) Milne Edwards & Haime, 1848 - Sphenotrochus andrewianus Milne Edwards & Haime, 1848 - Sphenotrochus aurantiacus Marenzeller, 1904 - Sphenotrochus cuneolus Cairns, 2004 - Sphenotrochus evexicostatus Cairns in Cairns & Keller, 1993 - Sphenotrochus excavatus Tenison-Woods, 1878 - Sphenotrochus gardineri Squires, 1961 - Sphenotrochus hancocki Durham & Barnard, 1952 - Sphenotrochus imbricaticostatus Cairns in Cairns & Keller, 1993 - Sphenotrochus lindstroemi Cairns, 2000 - Sphenotrochus ralphae Squires, 1964 - Sphenotrochus squiresi Cairns, 1995 - Sphenotrochus crispus (Lamarck, 1816) † - Sphenotrochus dentosus Boshoff, 1981 - Sphenotrochus intermedius (Munster) † - Sphenotrochus wellsi Cairns, 1997 † | Selon ITIS (22 juillet 2015) : - Sphenotrochus andrewianus Milne-Edwards & Haime, 1848 - Sphenotrochus aurantiacus Marenzeller, 1904 - Sphenotrochus auritus De Pourtalès, 1874 - Sphenotrochus evexicostatus Cairns in Cairns & Keller, 1993 - Sphenotrochus excavatus Tenison-Woods, 1878 - Sphenotrochus gardineri Squires, 1961 - Sphenotrochus gilchristi Gardiner, 1904 - Sphenotrochus hancocki Durham & Barnard, 1952 - Sphenotrochus imbricaticostatus Cairns in Cairns & Keller, 1993 - Sphenotrochus ralphae Squires, 1964 - Sphenotrochus squiresi Cairns, 1995 |

Selon Paleobiology Database (22 juillet 2015) :
- Sphenotrochus aschistus
- Sphenotrochus claibornensis
- Sphenotrochus crispus
- Sphenotrochus denhartogi
- Sphenotrochus dumasi
- Sphenotrochus gardineri
- Sphenotrochus granulosus
- Sphenotrochus milletianus
- Sphenotrochus mixtus
- Sphenotrochus pulchellus
- Sphenotrochus semigranosus
- Sphenotrochus senni
- Sphenotrochus wellsi